# فارگوت (آیووا)
فارگوت (به انگلیسی: Farragut) شهری در ایالت آیووا کشور ایالات متحده آمریکا است که جمعیت آن در سرشماری سال ۲۰۱۰ میلادی، ۴۸۵ نفر بوده‌است.